# H2O: Пустоловина сирена
H2O: Пустоловина сирена Нетфликсова је оригинална цртана серија за децу. Серија је базира на аустралијској тинејџерској серији H2O: Само додај воду, направљена од стране Џонатана М. Шифа. Продуцент серије је Денис Оливери, док је режисер Тјан Ксао Занг. Прва сезона од тринаест сезона изашла је 22. маја 2015. на Нетфликсу. Друга сезона изашла је 15. јула 2015. на Нетфликсу.
Серија је са емитовањем у Србији почела 6. јануара 2018. на каналу Минимакс, синхронизована на српски језик. Синхронизацију је радио студио Студио.

## Ликови

### Главни
- Рики Чедвик је бунтовница групе, и блиска другарица Еме и Клео. Након што је постала сирена Рики је добила моћ да натера воду да ври.
- Ема Гилберт је више одговорна, и најодговорнија међу пријатељима, и ранији синхронизовани пливач. Након што је постала сирена Ема добија моћ да замрзне воду.
- Клео Сетори је стидљива девојка коју занима учење водене биологије. Након што је постала сирена она добија моћ да контролише воду.
- Луис Макартни је млади технолошки залуђеник који је близак пријатељ девојкама, такође је заљубљен у Клео. Он дискретно помаже девојкама у њиховим мисијама као техничка подршка.
- Берни пустињска краба је пустињска краба која је спасила Клео у првој епизоди. Након што су девојке постале сирене, Берни успева да разговара са њима и од тада често зове девојке када му је потребна помоћ због неке невоље у океану.

### Споредни
- Зејн Бенет често прави невоље и потајно је заљубљен у Рики.
- Мирјам Кент је размажена кћерка градоначелника Делфинграда, која често проузрокује невоље девојкама.
- Табаџије су група која прави невоље, чине је Мари муринка, Дени октопод и Бeрк ајкула. Они обично проузрокују невоље денизенима у области залива.

## Преглед сезона
| Сезоне | Сезоне | Епизоде | Оригинално емитовање | Оригинално емитовање |
| Сезоне | Сезоне | Епизоде | Почетак емитовања    | Крај емитовања       |
| ------ | ------ | ------- | -------------------- | -------------------- |
|        | 1      | 13      | 22. мај 2015.        | 22. мај 2015.        |
|        | 2      | 13      | 15. јул 2015.        | 15. јул 2015.        |

## Улоге
| Лик           | Српски глас    |
| ------------- | -------------- |
| Рики, Миријам | Наташа Поповић |
| Ема, Ким      | Марија Стокић  |
| Клио          | Марина Алексић |
| Луис          | Милан Антонић  |